# Christianismi Restitutio

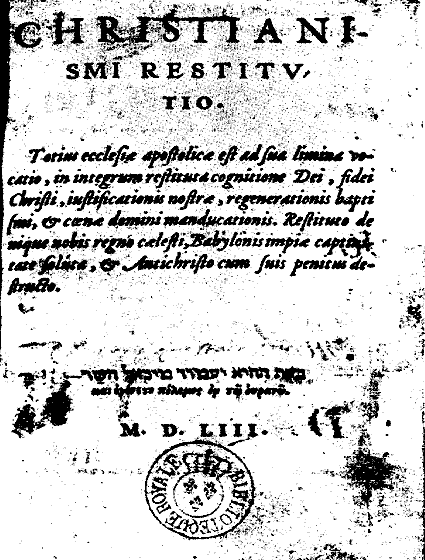
Titelseite der Erstausgabe von Christianismi Restitutio

Christianismi Restitutio (Die Wiedereinsetzung des Christentums) ist der lateinische Titel eines Buches, das der spanische Arzt, Gelehrte und Theologe Michel Servet im Jahre 1553 in Vienne (Frankreich) herausgab. Restitutio ist hier im Sinne von Restitutio in integrum verwendet, „Wiedereinsetzung in das Unversehrte“.

## Inhalt und Geschichte
In seiner Schrift wendet sich Servet gegen das Dogma der Dreifaltigkeit und gegen die Prädestinationslehre, die Johannes Calvin in seinem Hauptwerk Institutio Christianae Religionis als wesentliche Grundsätze des Christentums festgelegt hatte. Servet war der Ansicht, dass Gott niemanden verurteilt oder verdammt, der sich nicht durch eigene Gedanken, Worte oder Taten selbst verurteilt. Das Kapitel über den Heiligen Geist enthält erstmals kurzgefasste schriftliche Erläuterungen zum Lungenkreislauf, die auf den Entdeckungen des mittelalterlichen arabischen Arztes Ibn an-Nafīs beruhen und im Widerspruch zu den traditionellen Lehren Galens stehen. 
Zu Beginn des Jahres 1546 ließ Servet Calvin ein ungedrucktes Manuskript der Restitutio zukommen, das jedoch nie veröffentlicht wurde. Im Februar 1546 schrieb Calvin an seinen Mitarbeiter Guillaume Farel, dass er Servet kein freies Geleit zusagen könne, wenn dieser nach Genf käme: „denn wenn er hierher käme und ich hier noch ein gewisses Ansehen genieße, werde ich nicht zulassen, dass er lebend herauskommt.“ Der briefliche Kontakt wurde bald auf Betreiben Calvins abgebrochen, und zwischen den beiden Gelehrten entwickelte sich eine erbitterte Feindschaft. Im Januar 1553 ließ Servet in Vienne heimlich seine Restitutio drucken und wurde darauf bei der Inquisition angezeigt. Als gebürtiger Spanier war er inzwischen französischer Staatsbürger geworden und hatte den Namen Michel de Villeneuve angenommen. Bald nach der Veröffentlichung des Buches wurde Michel de Villeneuve von Calvin als Servet denunziert. Er wurde am 4. April 1553 in Vienne verhaftet und floh am 7. April aus dem Gefängnis der Bischofsresidenz. Er wurde verurteilt, in Vienne mit seinen Büchern in effigie verbrannt und floh nach Genf, wo er am 12. August erneut verhaftet wurde. In dem anschließenden mehrmonatigen Prozess wurden auch die Behörden der anderen reformierten Kantone befragt, die einmütig von seiner Schuld und der Schwere seines Falls überzeugt waren. Der Genfer Magistrat verurteilte Servet am 27. Oktober zum Tod auf dem Scheiterhaufen. Der reformierte Geistliche Pieter Overd’hage aus Gent war Augenzeuge der Hinrichtung und soll das Exemplar der Restitutio, das mit Servet verbrannt wurde, aus den Flammen geholt haben. Die meisten übrigen Buchexemplare wurden gleichfalls verbrannt. Drei Kopien blieben erhalten und befinden sich heute in der Bibliothèque nationale de France, der Bibliothek der Edinburgh University und der  Österreichischen Nationalbibliothek.
Servets medizinische Erkenntnisse erlangten 75 Jahre später allgemeine Bekanntheit,  als William Harveys Hauptwerk über den Blutkreislauf 1628 veröffentlicht wurde.